# پاورچین
پاورچین یک مجموعهٔ تلویزیونی ایرانی در ژانر کمدی موقعیت به کارگردانی مهران مدیری است که از شهریور ۱۳۸۱ تا اردیبهشت ۱۳۸۲ پخش می‌شد.
نویسندگان مجموعه تحت تأثیر مجموعهٔ تلویزیونی فرندز بوده‌اند و شماری از قسمت‌های مجموعه بر پایه این مجموعه نوشته شده‌اند.

## خلاصه داستان
فرهاد برره (مهران مدیری) یک بالابرره‌ای است که سال‌ها پیش برای تحصیل از روستای بَرره به تهران آمده و با مهتاب مهتابی (سحر زکریا) ازدواج کرده و داماد سرخانه است. او که ذاتاً فردی چاپلوس است با همین روش در یک شرکت مهندسی ساختمان مشغول کار معماری شده و به تدریج، جای مدیر بخش پیشین را می‌گیرد. طُغرُل (محمدرضا هدایتی) سرایدار خانه آقای مهتابی (ابراهیم آبادی) و خانم مهتابی (هایده حائری) خانواده مهتاب است که به شدت از برره‌ای‌ها بیزار است. در پی قبول شدن شادی برره (سحر ولدبیگی) - خواهر فرهاد - در دانشگاه در رشتهٔ «کتاب‌گذاری»، پدرش او را نیز به تهران می‌فرستد تا در کنار فرهاد و مهتاب زندگی کند.
از سوی دیگر، داوود برره (سید جواد رضویان) که یک پایین‌برره‌ای است به زور، مهمان خانهٔ فرهاد (پسرعمویش) می‌شود و با مظلوم‌نمایی خواهان کار در شرکت فرهاد می‌شود و سرانجام به‌عنوان آبدارچی در آنجا مشغول به‌کار می‌گردد. داوود در آغاز ورود به تهران، عاشق دختری به نام یاسمن گل‌بانو (شقایق دهقان) می‌شود که فکر می‌کند فرزند خانواده‌ای ثروتمند است. اما بعدها می‌فهمد که او فرزندخواندهٔ آنها است. او از فرهاد و مهتاب می‌خواهد که برای او و یاسمن، عروسی برگزار کنند. به این ترتیب داوود و یاسمن نیز وارد خانهٔ فرهاد می‌شوند و برای زندگی، در یکی از اتاق‌ها سکونت می‌یابند. پس از اینکه سپهر مهتابی (سیامک انصاری) برادر مهتاب نیز به این جمع اضافه می‌شود روند سریال متفاوت شده و هربار اتفاقات تازه‌ای روی می‌دهد.

## بازیگران  و شخصیت‌ها

### شخصیت‌های اصلی
| نام بازیگر      | نقش                     | توضیح                                          |
| --------------- | ----------------------- | ---------------------------------------------- |
| مهران مدیری     | فرهاد برره              | مهندس معمار، پسر خان بالابرره                  |
| مهران مدیری     | همچنین در نقش پدر فرهاد | خان بالابرره                                   |
| سحر زکریا       | مهتاب مهتابی            | دختر آقا و خانم مهتابی، خواهر سپهر، همسر فرهاد |
| سیامک انصاری    | سپهر مهتابی             | پسر آقا و خانم مهتابی، برادر مهتاب، همسر شادی  |
| سحر ولدبیگی     | شادی برره               | دختر خان بالابرره، خواهر فرهاد، همسر سپهر      |
| سید جواد رضویان | داوود برره              | پسرعموی فرهاد، پسر خان پایین‌برره               |
| سید جواد رضویان | همچنین در نقش پدر داوود | خان پایین‌برره                                  |
| شقایق دهقان     | یاسمن (یاسمن گل‌بانو)    | همسر داوود                                     |
| ابراهیم آبادی   | آقای مهتابی             | پدر مهتاب و سپهر                               |
| هایده حائری     | خانم مهتابی             | مادر مهتاب و سپهر                              |
| محمدرضا هدایتی  | طغرل                    | سرایدار خانه فرهاد                             |
| سعید پیردوست    | آقای رئیسینا            | رئیس شرکت مهندسی                               |
| ساعد هدایتی     | سعید هدایتی             | کارمند شرکت مهندسی                             |
| وحید مهین‌دوست   | وحید                    | کارمند شرکت مهندسی                             |
| علی کاظمی       | علی خنده                | باریستای کافه                                  |

### شخصیت‌های دوره‌ای و مهمان
- کامران فیوضات در نقش کامران‌علی فیوضات، دوست طغرل
- مختار سائقی در نقش جمشید یلتقیان، دوست طغرل
- سپند امیرسلیمانی در نقش سامان رئیسینا، پسر رئیس شرکت
- هادی کاظمی در نقش حسام دوبرره، فامیل فرهاد و داوود
- نادر داهیم در نقش راننده آژانس در کلاردشت و همچنین استاد فلسفه/دزد منزل فرهاد
- نگار فروزنده در نقش «نازنین خانم»
- آتنه فقیه‌نصیری
- اصغر حیدری در نقش محسن کریمی، دزد و همکلاس قدیمی فرهاد

## لوکیشن
محل فیلم‌برداری این سریال در خانه تاریخی محمدابراهیم امیرتیمور کلالی معروف به سردار نصرت در خیابان فرشته تهران، تقاطع خیابان بوسنی هرزگوین (امیرتیمور پیشین) و کوچه نمازی (مهران پیشین) پلاک ۱ است. در پی انقلاب ۱۳۵۷ این بنا به نفع بنیاد مستضعفان انقلاب اسلامی مصادره و مدت کوتاهی پس از آن به سفارت یوگسلاوی واگذار شد. با فروپاشی یوگسلاوی، این خانه باغ تا پایان دهه ۱۳۷۰ در اختیار سفارت بوسنی و هرزگوین قرار گرفت. پس از آن، محل فیلم‌برداری سریال پاورچین و چند فیلم و سریال دیگر شد. از سال ۱۴۰۰ با شنیدن زمزمه‌هایی بر تخریب و نوسازی این باغ توسط بنیاد مستضعفان، بیم تخریب این عمارت تاریخی می‌رود.

## جوایز و نامزدها
| ۱۳۸۲ | هفتمین دوره جشن حافظ |                              |                               |          |
| ۱۳۸۲ | هفتمین دوره جشن حافظ | بهترین مجموعه تلویزیونی      | حمید آقاگلیان و مجید آقاگلیان | نامزدشده |
| ۱۳۸۲ | هفتمین دوره جشن حافظ | بهترین کارگردانی تلویزیونی   | مهران مدیری                   | نامزدشده |
| ۱۳۸۲ | هفتمین دوره جشن حافظ | بهترین فیلمنامه تلویزیونی    | پیمان قاسم‌خانی                | نامزدشده |
| ۱۳۸۲ | هفتمین دوره جشن حافظ | بهترین بازیگر کمدی تلویزیونی | مهران مدیری                   | برنده    |
| ۱۳۸۲ | هفتمین دوره جشن حافظ | بهترین بازیگر کمدی تلویزیونی | سیدجواد رضویان                | نامزدشده |
| ۱۳۸۲ | هفتمین دوره جشن حافظ | بهترین بازیگر کمدی تلویزیونی | سحر زکریا                     | نامزدشده |
| ۱۳۸۲ | هفتمین دوره جشن حافظ | بهترین بازیگر کمدی تلویزیونی | شقایق دهقان                   | نامزدشده |